# General der Heereslogistiktruppen
Der General der Heereslogistiktruppen ist in der Bundeswehr die Dienststellung des für bestimmte Fragen der Truppenausbildung und -ausrüstung der Heereslogistiktruppen verantwortlichen Offiziers. Die Dienststellung wird in Personalunion ausgeübt durch den Kommandeur Technische Schule des Heeres in Aachen.
Der General der Heereslogistiktruppen hat meist den Dienstgrad Brigadegeneral. Jedoch ist es auch üblich, dass die Beförderung vom Oberst erst nach Übernahme der Dienststellung erfolgt. Entsprechende Dienststellungen existieren auch in anderen Truppengattungen des Heeres, dort mitunter dauerhaft als Oberst.
Seit dem 24. Januar 2024 ist Oberst Stephan Kurjahn General der Heereslogistiktruppen. Davor waren es Dirk Kipper (16. Mai 2022 bis 23. Januar 2024), Klaus-Dieter Cohrs (23. März bis 16. Mai 2022) und Ralf Lungershausen (Juni 2015 bis 22. März 2018).